# Wersznycia
Wersznycia (ukr. Вершниця) – wieś na Ukrainie, w obwodzie żytomierskim, w rejonie zwiahelskim. W 2001 roku liczyła 129 mieszkańców.
Znajduje tu się stacja kolejowa Wersznycia, położona na linii Korosteń – Zwiahel.